# 1856 w literaturze
Wydarzenia literackie w 1856 roku.

## Nowe książki
- polskie
  - Wycieczki po stokach galicyjskich i węgierskich Tatrów - Teodor Tripplin
  - Maskarada w obłokach czyli podróż napowietrzna na Morze Północne - Teodor Tripplin
- zagraniczne
  - Opowieści z Piazzy (The Piazza Tales) – Herman Melville
  - Dred, A Tale of the Great Dismal Swamp – Harriet Beecher Stowe
  - Die Leute von Seldwyla – Gottfried Keller
  - Mozart auf der Reise nach Prag – Eduard Mörike

## Urodzili się
- 8 stycznia – August Kitzberg, estoński pisarz i dramaturg (zm. 1927)
- 9 stycznia – Lizette Woodworth Reese, amerykańska poetka (zm. 1935)
- 15 kwietnia – Jean Moréas, grecki poeta piszący po francusku (zm. 1910)
- 15 maja – L. Frank Baum, amerykański pisarz (zm. 1919)
- 22 czerwca – Henry Rider Haggard, brytyjski pisarz (zm. 1925)
- 28 czerwca – Amy Ella Blanchard, amerykańska pisarka i poetka (zm. 1926)
- 26 lipca – George Bernard Shaw, irlandzki dramaturg i prozaik, noblista z 1925 (zm. 1950)
- 20 sierpnia – Jakub Bart-Ćišinski, serbołużycki poeta, pisarz i dramatopisarz (zm. 1909)
- 27 sierpnia – Iwan Franko, ukraiński poeta i pisarz (zm. 1916)
- 28 września – Kate Douglas Wiggin, amerykańska autorka książek dla dzieci (zm. 1923)

## Zmarli
- 21 lipca – Karol Aarestrup, duński poeta i lekarz (ur. 1800)